# Moschenskoje (Nowgorod)
Moschenskoje (russisch Мошенско́е) ist ein Dorf (selo) in der Oblast Nowgorod in Russland mit 2505 Einwohnern (Stand 14. Oktober 2010).

## Geographie
Der Ort liegt knapp 200 km Luftlinie östlich des Oblastverwaltungszentrums Weliki Nowgorod und 40 km nordöstlich der Stadt Borowitschi am Fluss Uwer, einem rechten Nebenfluss der Msta.
Moschenskoje ist Verwaltungszentrum des Rajons Moschenskoi sowie Sitz und einzige Ortschaft der Landgemeinde Moschenskoje selskoje posselenije.

## Geschichte
Ein kleines Kirchdorf (wie in Nordrussland üblich als pogost bezeichnet) im Bereich des heutigen Ortes wurde erstmals 1581 urkundlich erwähnt. Ab 1773 gehörte das Gebiet zum Ujesd Borowitschi, der 1796 Teil des Gouvernements Nowgorod wurde. Größere Bedeutung erlangte das Dorf im 19. Jahrhundert, als es Sitz der Nikolo-Moschenskaja wolost wurde.
1927 wurde Moschenskoje Sitz eines nach ihm benannten Rajons. Von 1. Februar 1963 bis 12. Januar 1965 war der Rajon vorübergehend aufgelöst und sein Territorium dem Borowitschski rajon angeschlossen. 

### Bevölkerungsentwicklung
| Jahr | Einwohner |
| ---- | --------- |
| 1939 | 1504      |
| 1959 | 1985      |
| 1970 | 2055      |
| 1979 | 2391      |
| 1989 | 3000      |
| 2002 | 2760      |
| 2010 | 2505      |

Anmerkung: Volkszählungsdaten

## Verkehr
Durch den Ort und weiter die Uwer aufwärts bis zum Dorf Ustreka am Südende des Koroboscha-Sees verläuft eine Nebenstraße, die etwa 10 km südlich von Moschenskoje von der Regionalstraße 49K-14 Waldai – Borowitschi – Pestowo abzweigt, einer in der Oblast Wologda weiter in Richtung Ustjuschna führenden Querverbindung (ehemals R8) zwischen den föderalen Fernstraße M10 und A114.
Die nächstgelegene Bahnstation befindet sich in Borowitschi, Endpunkt einer Nebenstrecke von Uglowka an der Strecke Sankt Petersburg – Moskau.